# مارتن هرتمن
مارتن هرتمن (بالألمانية: Martin Hartmann) (1267 - 1337 هـ / 1851 - 1918 م) هو مستشرق ألماني. وُلد في برسلاو وتعلّم في جامعتها، ثُمَّ في جامعة ليبتسك، عُيِّن في القُنصلية الألمانية في بيروت، وطال مكوثه هناك. تعلَّم اللغة العربيّة، وصار يتكلّمُ بها كأحد أبنائها. عُيِّن مُدِّرِّسًا للغة العربيَّة في جامعة برلين عام 1887، قام برحلات كثيرة إلى الشَّرق العربيّ، فوضع عن كلّ رحلة كتابًا. له مؤلّفات بالعربيَّة، منها: "الصَّرف والنَّحو الألمانيّان وكيفيّة تعلّمهما من أيسَر السُّبُل"، و"قانون التجارة الألماني العامّ"، ولهُ كتاب باللغة الإنجليزيَّة عنوانه: "الصّحافة العربيَّة بمصر من عهد ظُهورها حتى عام 1899م"، تُوفّي في برلين.

## آثاره
- «رسائل من تركيا» Briefe aus der Turkei.
- «تركستان الصينية»، سنة 1908 Chinesiche Turkestan.
- «المسألة العربية» Die Arabische Frage.
- «أغاني الصحراء الليبية» سنة 1899 Lieder der Libychen Wuste.
- «القصيدة العربية» سنة 1897 Das arabische Strofen gedicht.
- Der Islam. كتاب مختصر عن الإسلام.[5]

## معرض الصور
- نعي مجمع اللغة العربية بدمشق لمارتن عام 1921 بواسطة محمد كرد علي

## وصلات خارجية
- Martin Hartmann - ويكي مصدر الألماني